# Ворт, Тейлор
Тейлор Ворт (англ. Taylor Worth; род. 8 января 1991, Басселтон) — австралийский лучник, специализирующийся в стрельбе из олимпийского лука. Бронзовый призёр летних Олимпийских игр 2016 года в командном первенстве.

## Биография
Тейлор Ворт родился 8 января 1991 года.

## Карьера
Начал заниматься спортом в возрасте 10 лет во время школьный каникул. Пытался найти то, что ему понравится, и таким образом, стал стрелком из лука.
У Тейлора Ворта есть жена Эмили и сын Бенджамин.
Выступил на чемпионате мира 2011 года в Турине, где проиграл в первом раунде.
Вошёл в состав сборной Австралии на Олимпийские игры 2012 года в Лондоне, где достиг стадии 1/8 финала в индивидуальном турнире.
На чемпионате мира 2013 в Анталии достиг стадии четвертьфиналов и занял итоговое седьмое место. Выступил с командой и занял девятое место, а в миксте — восемнадцатое.
В 2015 году на чемпионате мира в Копенгагене проиграл в 1/8 финала личного турнира, а со сборной дошёл до четвертьфинала, что позволило пройти квалификацию на Олимпиаду-2016. Также добрался до 1/8 финале в миксте.
В 2016 году участвовал на Олимпийских играх в Рио-де-Жанейро, где завоевал бронзовую медаль в командном турнире с Райаном Тайаком и Алеком Поттсом. В индивидуальном первенстве дошёл до четвертьфинала и стал пятым.
В 2017 году выступил на этапе Кубка мира в Берлине, но проиграл уже в первых раундах. На чемпионате мира в Мехико участвовал в личном турнире, и выбыл уже на стадии 1/32 финала.
В 2018 году завоевал бронзу в личном турнире на Кубке мира в Берлине (и дошёл до 1/8 финала в миксте), а также стал седьмым в Шанхае и достиг 1/16 финала в Солт-Лейк-Сити. Этот результат позволил австралийцу принять участие в Финале Кубка мира в Самсуне, где он стал четвёртым.
В 2019 году в Медельине добрался до четвертьфинала на Кубке мира. На чемпионате мира в Хертогенбосе неудачно выступил в личном турнире, став лишь 57-м, а с командой достиг четвертьфиналов, что означало квалификацию на Олимпийские игры и три участника в личном турнире.
В 2021 году принял участие на третьем этапе Кубка мира в Париже, где проиграл в первом раунде, а затем отправился на Олимпиаду в Токио. В мужском командном турнире уже в первом матче потребовалась перестрелка, но Австралия проиграла в ней сборной Китайского Тайбэя и покинула турнир. В личном турнире в первом матче Ворт всухую победил индонезийца Альвиянто Прастьяди, в 1/16 финала со счётом 6:4 оказался сильнее китайца Вэй Шаосюаня, а затем проиграл будущему олимпийскому чемпиону Мете Газозу со счётом 1:7.